# Joseph Sloghem
Joseph "Jo" Sloghem (Amsterdam, 30 mei 1890 – Amsterdam, 1 juli 1974) was een Nederlands trompettist.
Jo Sloghem was zoon van Anna de Groot en brooddepothouder Eliazer Sloghem. Hijzelf was in 1909 getrouwd met Jeannette Sajet. Ze kregen dochter Anna Sophia (1914-2003) en zoon Rudolph Arnold (1923-1943), die tijdens deportatie/transport naar/in Duitsland overleed (ergens Midden Europa).  
Bij zijn militaire keuring in 1909  stond hij te boek als kleermaker. Van zijn opleiding tot musicus is niets bekend. Als trompettist viel hij niet op in het Concertgebouworkest. Hij begon er te spelen op 1 september 1913, hield in 1938 zijn 25-jarig jubileum (dat landelijk nieuws was), in 1953 zijn 40-jarig jubileum en nam op 1 mei 1955 afscheid. Vanaf 1926 speelde hij enige tijd in "De Hollandsche Kamermuziekvereeniging"; één van de bestuursleden was harpist Rosa Spier. Voorts gaf hij les aan de Amsterdamse Volksmuziekschool en de muziekschool van Daniël Belinfante.
Dat afscheid kwam in korte tijd nadat hij in 1954 de kranten haalde, toen hij met drie collegae soleerde in Sinfonietta concertante voor vier trompetten en orkest van Jurriaan Andriessen, verslaggever Bertus van Lier constateerde “uitnemende trompettisten”. Ook in 1949 hadden ze dat werk met groot succes uitgevoerd. Sloghem soleerde tussen 1949 en 1954 bij het Concertgebouworkest dertien keer in dat werk, uitgevoerd onder leiding van Hein Jordans en Ferenc Frisay.
Zijn loopbaan bij het orkest werd in 1941 onderbroken door de arisering op last van de Duitse bezetter. Joodse musici mochten geen deel meer nemen aan het (culturele) leven. Gezamenlijk met vijftien andere orkestleden werd hij op 1 september 1941 ontslagen en trad vrijwel direct toe tot het Joodsch Symphonie Orkest onder leiding van Albert van Raalte, collegae Simon Gomperts en Emanuel Haagman met zich meenemend. In die korte periode was hij ook betrokken bij de Joodsche Raad. Hij werd (met echtgenote) middels het Plan-Frederiks ondergebracht in een reserveringskamp in Barneveld (Stationsweg 2), waarop enige tijd later toch deportatie volgde naar Kamp Westerbork en Theresenstadt. Sloghem wist te overleven en keerde met repatriëring (met echtgenote) vanuit Zwitserland terug bij het orkest.
Hij overleed op 84-jarige leeftijd. Hij werd begraven op de Joodse Begraafplaats Muiderberg. In 2020 werd zijn naam opgenomen in het Gedenkteken Joodse Musici in het Concertgebouw; een postuum eerbetoon van het orkest aan de tijdens de arisering ontslagen orkestleden.
Broer Eduard Sloghem (1895-1935) had tussen 1928 en 1935 als violist zitting in het orkest.